# Урусово (железнодорожная станция, Липецкая область)
Урусово — населённый пункт (тип:железнодорожная станция) в Чаплыгинском районе Липецкой области России. Входит в состав Урусовского сельсовета.

## География
Железнодорожная станция находится в северо-восточной части региона, в лесостепной зоне, при железнодорожной линии Милославское — Раненбург, на расстоянии примерно 32 километров (по прямой) к северо-западу от города Чаплыгина, административного центра района. Фактически слилась с деревней Свиридовка.

Абсолютная высота — 179 метров над уровнем моря.

### Климат
Климат характеризуются как умеренно континентальный, с умеренно холодной продолжительной зимой и тёплым летом. Среднегодовая температура воздуха составляет 4,6 °С. Средняя температура воздуха самого холодного месяца (января) — −10,3 °C (абсолютный минимум — −42 °C); самого тёплого месяца (июля) — 19,5 °C (абсолютный максимум — 39 °C). Безморозный период длится около 146 дней. Среднегодовое количество атмосферных осадков составляет 480 мм, из которых большая часть выпадает в тёплый период. Устойчивый снежный покров образуется в среднем 29 ноября, сходит 8 апреля.

### Часовой пояс
Железнодорожная станция Урусово, как и вся Липецкая область, находится в часовой зоне МСК (московское время). Смещение применяемого времени относительно UTC составляет +3:00.

## История
Населённый пункт появился при строительстве железной дороги. В селении жили семьи тех, кто обслуживал железнодорожную инфраструктуру станции. 

## Население
| 2010 |
| ---- |
| 18   |

### Половой состав
По данным Всероссийской переписи населения 2010 года в гендерной структуре населения мужчины составляли 42,9 %, женщины — соответственно 57,1 %.

### Национальный состав
Согласно результатам переписи 2002 года, в национальной структуре населения русские составляли 100 % из 21 чел.

## Инфраструктура
Личное подсобное хозяйство.
Основа экономики — обслуживание путевого хозяйства  Юго-Восточной железной дороги. Действует станция Урусово.

## Транспорт
Доступно Урусово автомобильным и железнодорожным транспортом.